# ドネル・テイラー
ドネル・テイラー（Quence Donell Taylor II、1982年6月26日 - ）はアメリカ合衆国ワシントンD.C.出身のバスケットボール選手。NBAのワシントン・ウィザーズに所属している。ポジションはガード。背番号は21。

## 経歴
大学はオカルーサ・ウォルトン大学に2シーズン在籍した後アラバマ大学バーミングハム校に転校、そこでも2シーズン過ごしどちらも中心選手として活躍した。NBAドラフトでは指名を受けなかったが、サマーリーグでの活躍が認められ2005年8月にワシントン・ウィザーズと契約、NBA入りした。1年目の2005-06シーズンは、主にガードの控えとしてプレイし51試合に出場した。2006-07シーズンも、ベンチから試合に出場している。

## その他
- 22分後に生まれた双子の弟ロネル・テイラーとは、高校から大学までチームメイトだった。